# 1516 Хенри
1516 Хенри (енгл. 1516 Henry) је астероид главног астероидног појаса са пречником од приближно 19,92 .
Афел астероида је на удаљености од 3,114 астрономских јединица (АЈ) од Сунца, а перихел на 2,126 АЈ.
Ексцентрицитет орбите износи 0,188, инклинација (нагиб) орбите у односу на раван еклиптике 8,735 степени, а орбитални период износи 1549,666 дана (4,242 године).
Апсолутна магнитуда астероида је 12,30 а геометријски албедо 0,053.
Астероид је откривен 28. јануара 1938. године.